# Love Me Tender (musikalbum)
Love Me Tender är ett studioalbum av Christer Sjögren, släppt 23 februari 2005. Låtarna är covers på Elvis Presley. På albumlistorna placerade det sig som högst på 1:a plats i Sverige, på 4:e plats i Danmark och på 16:e plats i Norge. Förstaplatsen i Sverige blev Christer Sjögrens första albumetta som soloartist i något land.

## Låtlista
1. Love Me Tender
2. Don't Be Cruel
3. One Night with You
4. Always on My Mind
5. Good Luck Charm
6. Can't Help Falling in Love
7. Surrender
8. You Don't Have to Say You Love Me
9. In the Ghetto
10. The Wonder of You
11. Return to Sender
12. Young and Beautiful
13. Are You Lonesome Tonight?
14. She's Not You
15. Crying in the Chapel
16. Devil in Disguise
17. I Want You, I Need You, I Love You
18. Suspicious Minds

## Medverkare
- Christer Sjögren - sång
- Lennart Sjöholm - producent
- Per Lindvall - trummor
- Rutger Gunnarsson - bas
- Lasse Wellander - gitarr
- Peter Ljung - piano, klaviatur

## Listplaceringar
| Lista (2005) | Topplacering |
| ------------ | ------------ |
| Danmark      | 4            |
| Norge        | 16           |
| Sverige      | 1            |